# Kolåstinden
Kolåstinden (1.432 moh.) er et bjerg i Ørsta kommune i landskabet Sunnmøre i i Møre og Romsdal fylke i Norge. Bjerget er lettest tilgængelig fra området ved Standalhytta på Standaleidet. Kolåstinden er lettest at bestige om vinteren med ski. På andre årstider bør bør man have folk der er vant til isbræer med, og gå sammen i tov.

## Ekstern henvisning
- Fjellinordvest.net – turartikkel og bilder fra Kolåstinden